# Перерісль (річка)
Перері́сль — річка в Україні,  у Рокитнівській селищній громаді Сарненського району Рівненської області. Ліва притока Ствиги (басейн Прип'яті).

## Опис
Довжина 27 км, площа басейну 169 км². Заплава переважно заболочена, широка. Річище помірно звивисте, завширшки пересічно 10 м. Похил річки 0,96 м/км.

## Розташування
Перерісль бере початок на захід від села Остки. Тече переважно на північ та північний захід, у пониззі повертає на схід. Впадає до Ствиги на південний захід від села Блажове.
Річка тече майже повністю серед лісових масивів, на її берегах немає населених пунктів.

## Притоки
- Берест (ліва).